# 懿王
懿王（いおう）は、西周時代の周の王。姓は姫、諱は囏。周の共王の子として生まれた。共王が死去すると、懿王が周王として即位した。懿王は鎬京から犬丘（槐里）に遷都したとされる。周の王室は衰微して、初めて風刺の詩が作られた。金文では「匡卣」によって懿王の実在が確認できる。懿王が死去すると、叔父の孝王が周王として即位した。